# Xã Farm Ridge, Quận LaSalle, Illinois
Xã Farm Ridge (tiếng Anh: Farm Ridge Township) là một xã thuộc quận LaSalle, tiểu bang Illinois, Hoa Kỳ. Năm 2010, dân số của xã này là 918 người.